# Servizio igiene e sanità pubblica
Il servizio igiene e sanità pubblica, in acronimo SISP, è la struttura organizzativa del Dipartimento di prevenzione dell'ASL che si occupa della tutela della salute dei cittadini, della salubrità degli ambienti di vita e della promozione di corretti stili di vita.
Il servizio di igiene e sanità pubblica svolge attività di prevenzione garantendo ai cittadini specifiche prestazioni sanitarie previste nei livelli uniformi di assistenza stabiliti dai piani sanitari regionali.

## Funzioni
Il servizio di igiene e sanità pubblica garantisce la tutela della salute collettiva attraverso la prevenzione delle malattie, la promozione della salute ed il miglioramento della qualità della vita. Le attività proprie del SISP sono dirette a tutte le componenti della popolazione (infantile, adulta ed anziana) e si compiono attraverso interventi di assistenza, sostegno, controllo, vigilanza, formazione ed informazione.
La programmazione sanitaria stabilita dal Piano sanitario nazionale e dal Ministero della Salute, i pronunciamenti e le indicazioni impartite dall'Istituto superiore di sanità ed i principi di programmazione ed organizzazione regionale sono di fondamentale importanza nello svolgimento delle funzioni del servizio di igiene e sanità pubblica.
Le funzioni esplicate dal servizio di igiene e sanità pubblica si articolano principalmente nei seguenti campi di attività:
- epidemiologia e profilassi delle malattie infettive;
- vaccinazioni obbligatorie, facoltative e raccomandate;
- educazione sanitaria in tema di igiene e sanità pubblica;
- attività di prevenzione delle patologie legate al tabagismo, all'alcol e alla sedentarietà;
- attività di prevenzione delle malattie emergenti trasmesse da vettori;
- gestione dei flussi informativi di sanità pubblica;
- prevenzione primaria e secondaria degli incidenti, dei tumori e delle altre malattie cronico-degenerative;
- epidemiologia e profilassi della tubercolosi;
- attività di sorveglianza e di indagine ambientale sui casi di legionellosi[1];
- certificazioni medico legali ambulatoriali;
- certificazioni rilasciate da specifiche commissioni medico legali;
- attività di verifica fiscale;
- attività di disinfezione, di disinfestazione e di derattizzazione;
- attività di polizia mortuaria[2];
- tutela delle condizioni igieniche degli edifici[3];
- tutela della collettività dai rischi sanitari negli ambienti di vita (prevenzione incidenti domestici, valutazione aspetti strutturali ed impiantistici)[4];
- espressione di pareri ed interventi per inconvenienti igienici di interesse collettivo segnalati da enti o da cittadini[5];
- tutela della salute contro i fattori di rischio legati ad inquinamento dell'aria, delle acque, del suolo;
- tutela della salute contro i fattori di rischio legati ad inquinamento da rumore e campi elettromagnetici;
- tutela della salute dal radon e dalla radioattività naturale;
- igiene edilizia dei piani regolatori e degli strumenti urbanistici[6];
- igiene delle piscine e delle acque di balneazione[7]
- partecipazione ed espressione di pareri alle attività di commissioni e conferenze di servizi previste da normative specifiche nelle materie di competenza;
- controllo sulla produzione, detenzione, commercio ed impiego dei gas tossici e delle sostanze pericolose;
- verifica dei requisiti igienico-sanitari per l'esercizio dell'attività di barbiere, acconciatore, estetista, tatuaggio e piercing[8];
- verifica dei requisiti igienico-sanitari di strutture ricettive, strutture sportive, strutture scolastiche)[9];
- attività istruttoria dell'autorizzazione all'esercizio di attività sanitarie[10];
- radioprotezione[11];
- controllo e vigilanza dei prodotti cosmetici[12];
- controllo e vigilanza dei prodotti pericolosi per la salute e la sicurezza dei consumatori (sistema d'allerta RAPEX[13]);
- controllo e vigilanza dei prodotti fitosanitari[14];
- controllo e vigilanza sulle industrie insalubri[15];
- regolamento REACH[16].

In determinate materie (inconvenienti igienici, prodotti fitosanitari, regolamento REACH, industrie insalubri, ecc.), il servizio di igiene e sanità pubblica esercita le sue funzioni agendo in maniera armonizzata e coordinata con altri servizi del Dipartimento di prevenzione (SIAN, SPSAL, servizi di sanità pubblica veterinaria) e con altri enti istituzionali.
Per completare le attività di tutela della salute collettiva a valenza ambientale il servizio di igiene e sanità pubblica si avvale del supporto tecnico-scientifico e del supporto strumentale e laboratoristico delle ARPA.
Nel servizio di igiene e sanità pubblica operano professionisti sanitari quali medico, medico igienista, biologo igienista, biologo epidemiologo, medico veterinario igienista, Assistenti Sanitari, tecnico della prevenzione, infermiere, tecnici laureati, tecnici diplomati, ed altre figure professionali.